# Attimo eterno
Attimo eterno è un singolo del cantautore e rapper italiano LDA, pubblicato il 20 giugno 2025.

## Descrizione
Il brano, scritto dallo stesso cantautore con Alessandro Caiazza, è prodotto da Noya e racconta una storia d'amore senza fine.

## Video musicale
Il video musicale, diretto da Mario Miccione, è stato pubblicato in concomitanza all'uscita del brano attraverso il canale YouTube del cantautore.

## Tracce
Testi e musiche di Luca D'Alessio e Alessandro Caiazza.
1. Attimo eterno – 3:10